# Chambre des députés (Luxembourg)
Pour les autres articles nationaux ou selon les autres juridictions, voir Chambre des députés.
35e législature
Hôtel de la Chambre des députés
La Chambre des députés (en luxembourgeois : D'Chamber ; en allemand : Abgeordnetenkammer) est le parlement monocaméral du Grand-duché de Luxembourg. Elle exerce le pouvoir législatif et a pour rôle de débattre, de proposer, d'amender, de voter les lois et de contrôler l'action du Gouvernement. Elle est composée de 60 membres, appelés « députés », élus au suffrage universel direct au scrutin proportionnel plurinominal pour un mandat de cinq ans.
Elle siège à l'Hôtel de la Chambre dans la ville de Luxembourg et ses séances sont publiques et retransmises en direct sur Chamber TV. Elle ne peut prendre de résolution que lorsque la majorité de ses membres est réunie. La Chambre peut demander la présence des membres du gouvernement du Luxembourg à ses séances publiques.

## Historique

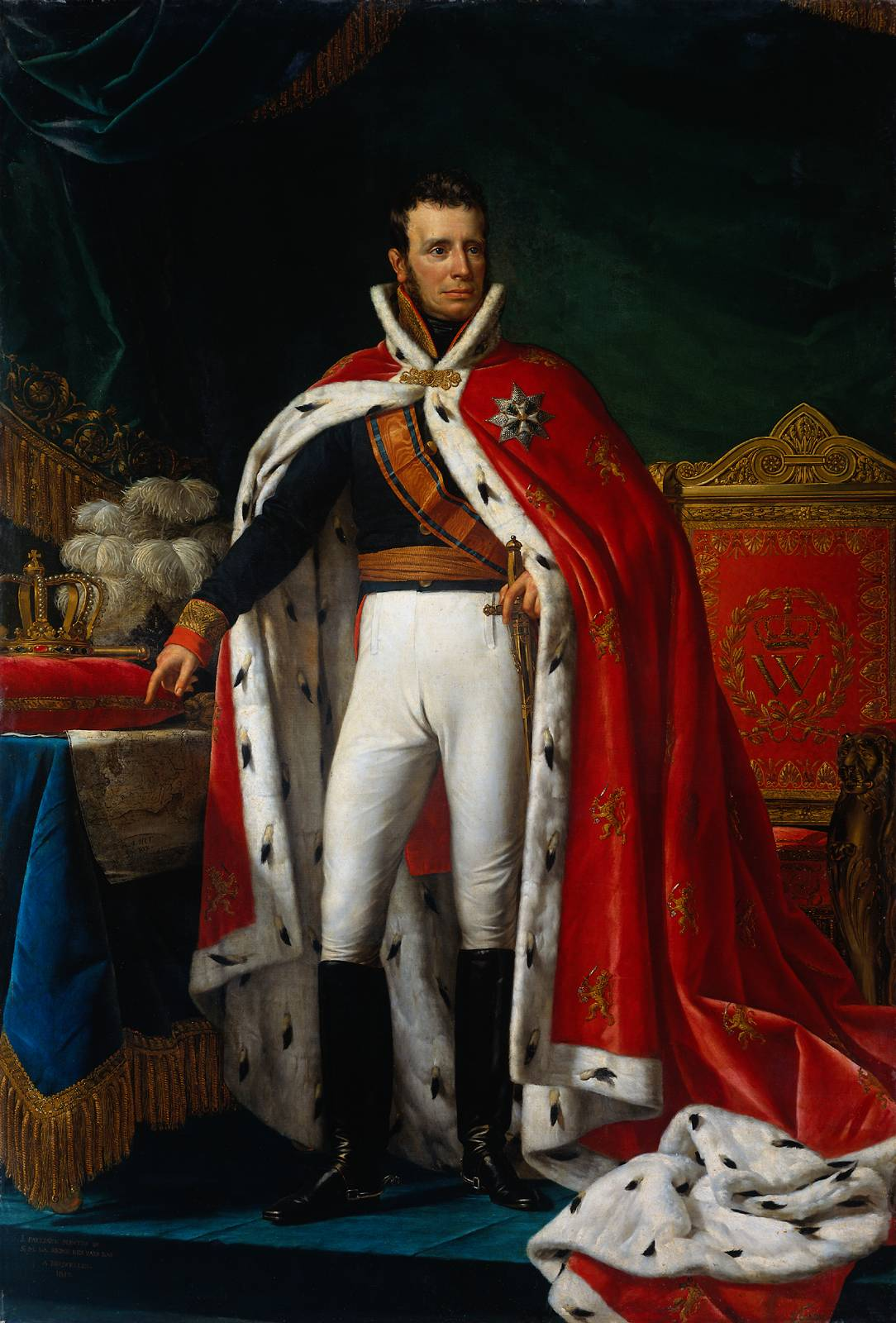
Guillaume Ier des Pays-Bas sur une toile de 1819.

Avec la Constitution de 1841, une « assemblée des États », constituée de 34 députés, voit le jour. Sous la monarchie absolue alors en place, ses pouvoirs sont très restreints : elle ne peut pas prendre de décisions et exerce un rôle purement consultatif aux côtés du souverain. L'accord du parlement est nécessaire dans très peu de domaines tels que par exemple la législation fiscale. Seul le roi grand-duc Guillaume Ier a le droit de proposer des lois. Le parlement ne se réunit alors que quinze jours par an et ses séances sont tenues secrètes.
Dans un climat marqué par les mouvements révolutionnaires démocratiques et sociaux en France, une nouvelle Constitution voit le jour en 1848. Elle introduit une monarchie constitutionnelle : le roi grand-duc ne dispose désormais que des pouvoirs qui lui sont conférés par la Constitution et les lois spéciales.
Le pouvoir législatif revient au parlement : il a le droit de proposer et d’amender les lois. Il décide désormais du budget ordinaire et extraordinaire et obtient le pouvoir d’enquête, Le gouvernement devient responsable et est rapidement soumis au contrôle de la Chambre. Les séances du parlement, dès lors appelé « Chambre des députés », sont rendues publiques.
En 1853, le roi grand-duc Guillaume III appelle le Gouvernement à élaborer une nouvelle Constitution qui limite les pouvoirs de la Chambre. Lorsque cette dernière refuse de traiter de la proposition de révision du Gouvernement, le Grand-Duc la dissout. Il s'ensuit un retour, passager, à la monarchie absolue. Le parlement, redevenu l'« Assemblée des États » garde ses pouvoirs législatifs, mais le Roi Grand-Duc n'est plus tenu de sanctionner et promulguer les lois dans un délai déterminé. Les impôts ne doivent plus être votés tous les ans et le budget permanent est réintroduit. Après le « coup d'État » de 1856 le Conseil d’État est créé pour contrôler le parlement. Il reçoit pour mission d'émettre des avis sur les projets de loi et de règlements et de s'occuper des contentieux administratifs.

Révision de la Constitution du 17 octobre 1868.

À la suite de la déclaration de neutralité et d'indépendance du Luxembourg, en 1868, la Constitution est révisée de manière à proposer un compromis entre les libertés de 1848 et la Charte autoritaire de 1856. Le parlement est rebaptisé « Chambre des députés » et récupère la plupart des droits perdus en 1856, comme le vote annuel du budget et des impôts. Cependant, le roi Grand-Duc garde des pouvoirs étendus : il exerce le pouvoir exécutif et reste codétenteur du pouvoir législatif.
La révision constitutionnelle de 1919 instaure le suffrage universel et affirme le principe de la souveraineté nationale. Les avancées sur une voie de démocratisation ont lieu dans une période de crise autour de la monarchie, de famine et de difficultés d'approvisionnement.
Le Grand-Duc reste chef d'État et co-législateur. En effet, un courant anti-dynastique n'arrive pas à s’imposer : au référendum de 1919, 80 % des votants s'expriment pour le maintien de la dynastie.
Au cours de la Seconde Guerre mondiale, l'exercice du pouvoir législatif est suspendu et la Chambre est dissoute. Le gouvernement et la Grande-Duchesse Charlotte s'exilent.
La première session d'après-guerre s'ouvre le 6 décembre 1944 et se limite à une seule séance publique, parce que les députés ne sont pas en nombre. Une Assemblée consultative se réunit de mars à août 1945 et de nouvelles élections ont lieu en octobre 1945. La Chambre d'après-guerre procède à une nouvelle révision de la Constitution, par laquelle le statut de neutralité du pays est abrogé.
En 1965, la mise sur pied de commissions parlementaires spécialisées et permanentes va faciliter le travail de la Chambre. En effet, l'organisation de la Chambre en sections, non spécialisées et avec des membres tirés au sort, ne permettait pas un travail de qualité. Une autre innovation concerne les groupes politiques : ils sont reconnus de façon officielle dans le règlement et obtiennent des locaux, ainsi que des subventions calculées sur la base de leur représentation proportionnelle. Ces moyens matériels sont beaucoup moins importants que ceux attribués en 1990 et ne vont qu'aux seuls groupes politiques.

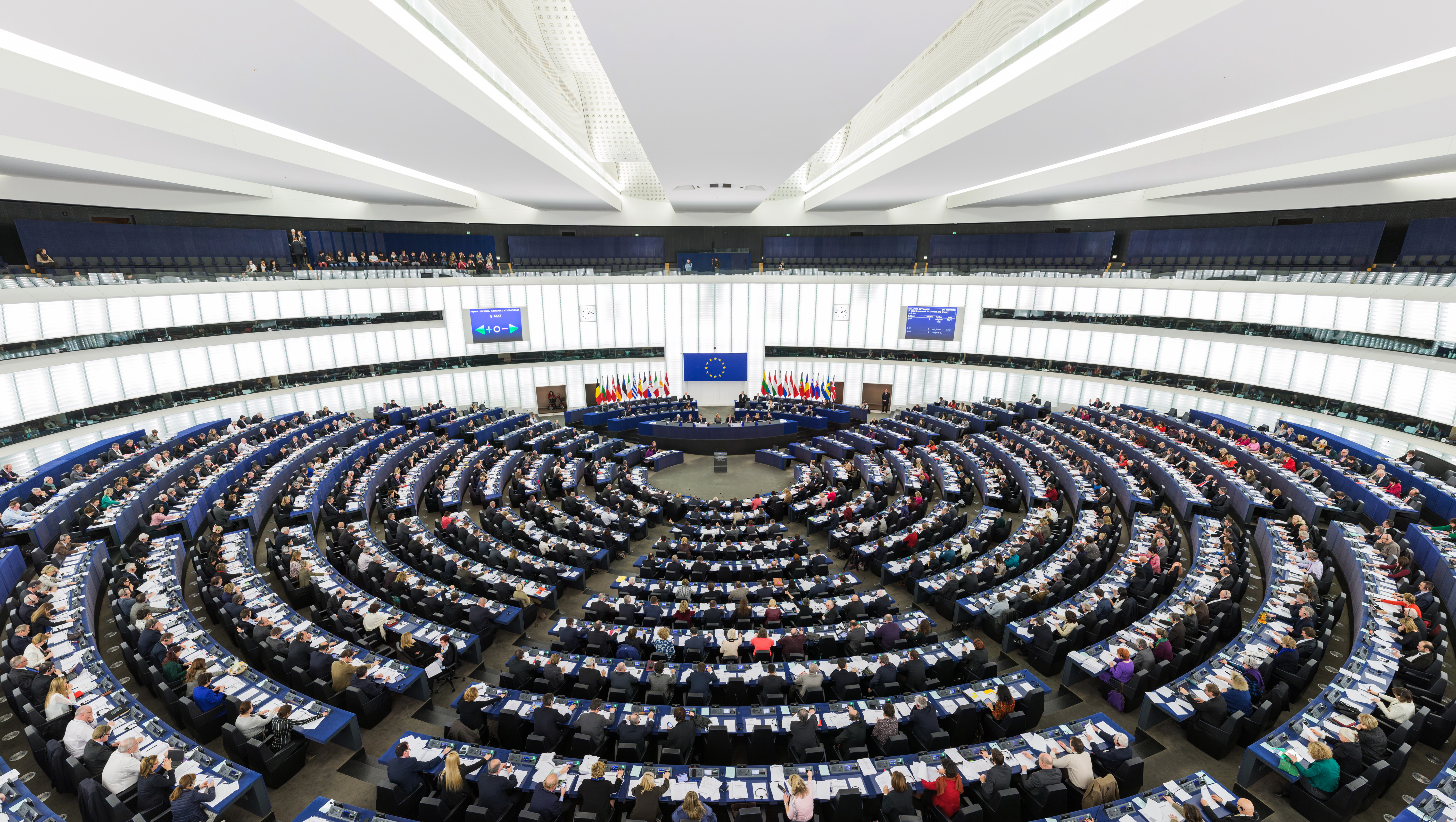
Hémicycle du bâtiment Louise-Weiss, immeuble du Parlement européen, lors d'une séance plénière en 2014.

Les premières élections au Parlement européen en 1979 sont organisées parallèlement aux élections législatives nationales et amènent une timide amorce d'un débat politique sur l'Europe. Le Luxembourg garde 6 députés, dans une enceinte parlementaire européenne qui en compte maintenant 412 : 3 du CSV, 2 du DP et un du LSAP. Ils restent membres de la Chambre des députés. Grâce aux élections, l'Assemblée parlementaire européenne a dorénavant une légitimité démocratique et mérite la dénomination de « Parlement européen » qu'elle s’est donnée en 1962 et qui ne sera officialisée qu’avec l’entrée en vigueur de l’Acte unique en 1987. Déjà en 1979, elle a profité pleinement de ses pouvoirs budgétaires en refusant le budget pour 1980.
Les modifications du règlement de la Chambre, effectuées en 1990 et 1991 accroissent substantiellement les moyens matériels mis à disposition des groupes politiques et contribuent à une professionnalisation du travail politique. En outre, chaque député a droit à un bureau équipé à proximité du bâtiment de la Chambre. La Chambre prend en charge les frais occasionnés par l’engagement de collaborateurs des députés. L’aide matérielle est non seulement renforcée, mais s’étend désormais aussi aux groupes techniques, ceci à la suite des protestations des petits partis lors de la rentrée parlementaire en 1989.

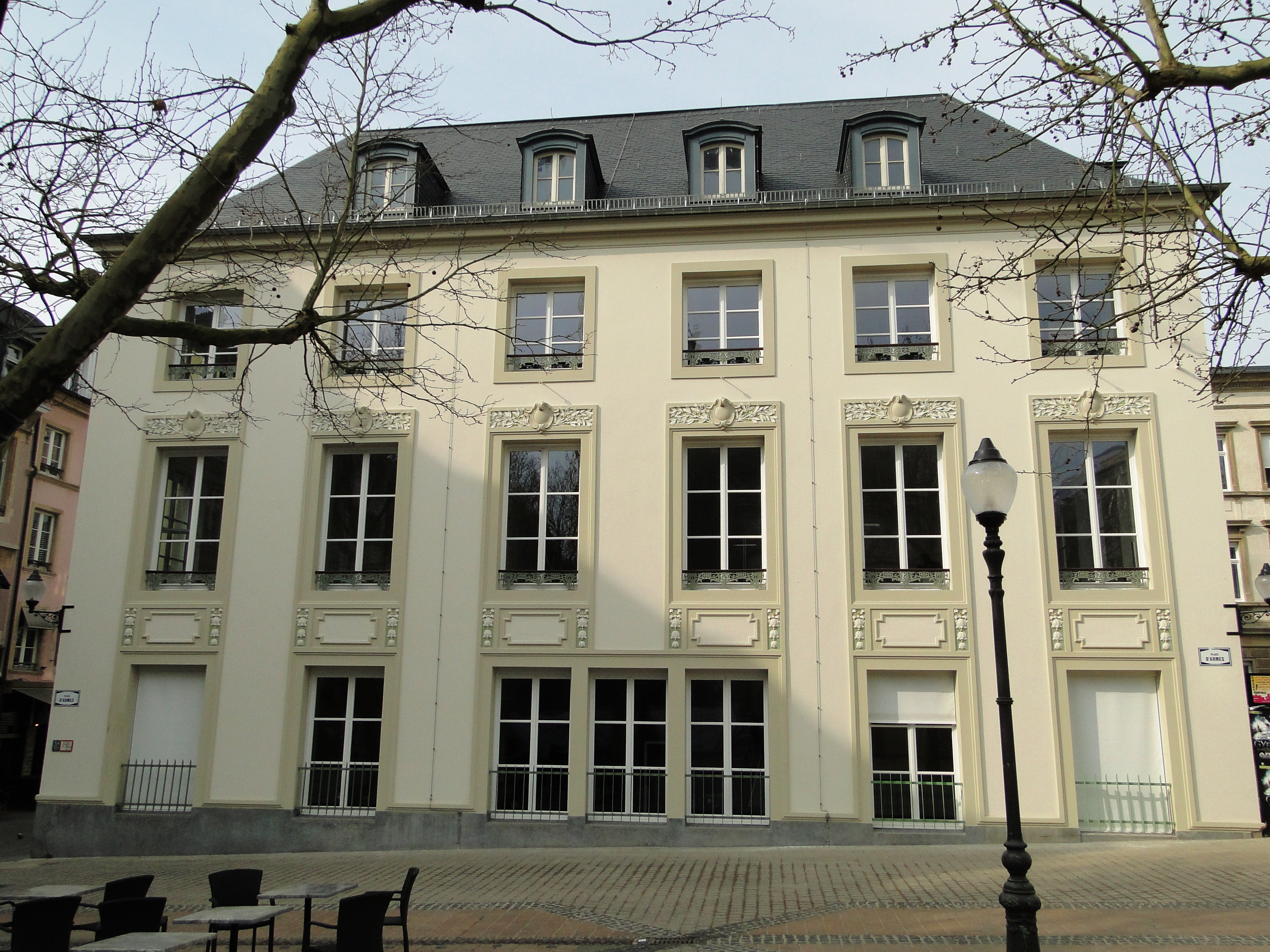
L'Hôtel de Gerden, après sa rénovation en mars 2015. Siège de la Cour des comptes du Luxembourg.

En 1999, la Cour des Comptes remplace la Chambre des Comptes. La Cour des Comptes est un organe indépendant dont les services peuvent être sollicités par la Chambre des Députés. Elle contrôle la gestion financière des organes, administrations et services de l’Etat et peut également contrôler la gestion financière de toutes les personnes morales de droit public ou privé et de personnes physiques de droit privé bénéficiant d’un financement public. Chaque année, la Cour des Comptes établit un rapport général sur les comptes généraux de l’État. Elle peut, sur demande de la Chambre, émettre des avis sur des propositions ou projets de loi ayant une incidence financière significative pour le Trésor public.
En 2003, une nouvelle loi instaure la fonction du médiateur et ombudsman. Il est rattaché à la Chambre, mais ne peut recevoir, dans l’exercice de sa fonction, d’instructions d’aucune autorité. Il prend en charge les réclamations des citoyens à l’encontre de l’administration étatique ou communale et des établissements publics relevant de l’État ou des communes. Il essaie de résoudre les litiges entre les deux parties en faisant office de Médiateur et agit aussi en tant que conseiller. Tous les ans, il présente son rapport à la Chambre des Députés qui se charge de le rendre public.
Les partis politiques sont directement financés par l’État depuis janvier 2008, à la suite de leur inscription dans la Constitution et du vote sur la loi de financement, en décembre 2007. Leur comptabilité est strictement séparée de celle des groupes politiques : il s’agit désormais de deux structures différentes ayant chacune son personnel propre. Afin de bénéficier du financement public, un parti doit prouver qu’il a une activité politique régulière, il doit présenter des listes complètes de candidats aux élections législatives et européennes et y avoir obtenu au moins 2 % des voix.

## Rôle institutionnel

### Missions
La Chambre a pour principale fonction de voter les projets et propositions de lois. La fonction de légiférer est la première vocation de la Chambre des Députés qu'on qualifie également — et pour cette raison — de « pouvoir législatif ».
Les deux autres attributions essentielles de la Chambre sont le contrôle du Gouvernement par différents moyens tel que les questions ou interpellations et l'orientation du débat politique que cela soit de sa propre initiative ou à la demande du Gouvernement.
Le contrôle de la Chambre s'exerce aussi bien en matière financière qu'en matière politique et administrative. En matière financière, le contrôle du Gouvernement par la Chambre consiste dans le vote annuel du budget, le droit d'arrêter chaque année les comptes de l'État et une certaine surveillance exercée sur la gestion du patrimoine public.
Par ailleurs la Chambre des députés joue également un rôle important dans la nomination des membres du Conseil d'État et de la Cour des comptes.
Ses activités ne se limitent pas aux seules affaires intérieures du pays. Ainsi, la Chambre intervient de plus en plus dans les processus de prise de décision au niveau européen. L'assentiment de la Chambre est nécessaire pour qu'un traité puisse sortir ses effets sur le territoire du Grand-Duché.

## Système électoral
La Chambre des députés est composée de 60 sièges pourvus pour cinq ans au scrutin proportionnel plurinominal de liste avec possibilité d'un panachage et d'un vote préférentiel dans quatre circonscriptions plurinominales — Sud, Centre, Nord et Est — dotées respectivement de 23, 21, 9 et 7 sièges. Après décompte des voix, l'attribution des sièges aux différentes listes est faite selon la méthode Hagenbach-Bishoff, sans seuil électoral. Les sièges remportés par les listes sont ensuite répartis en priorité à leurs candidats ayant recueilli le plus de votes en leurs noms.
Chaque électeur dispose d'autant de voix que de sièges à pourvoir dans sa circonscription. Il peut choisir de voter pour la liste proposée par un parti — auquel cas ses voix sont attribuées a chacun des candidats de la liste à raison d'une voix par candidat — ou en choisisant les candidats de son choix de manière nominative. Dans ce dernier cas, il peut effectuer un panachage en votant pour des candidats de listes différentes. Il est possible d'attribuer jusqu'à deux voix pour un même candidat, mais il est interdit de donner un total de voix supérieur au nombre de sièges à pourvoir, sous peine d'invalidité du bulletin de vote. Un électeur votant pour une liste peut exceptionnellement effectuer des votes nominatifs supplémentaires pour d'autres candidats dans le cas où cette liste comporte moins de candidats que de sièges à pourvoir, tout en ne dépassant jamais le total de sièges.

### Répartition des sièges
Les sièges sont répartis dans quatre circonscriptions plurinominales — Sud, Centre, Nord et Est — dotées respectivement de 23, 21, 9 et 7 députés.
| Circonscriptions    | Députés | Carte                     |
| ------------------- | ------- | ------------------------- |
| Sud                 | 23      | \| Sud Est Centre Nord \| |
| Est                 | 7       | \| Sud Est Centre Nord \| |
| Centre              | 21      | \| Sud Est Centre Nord \| |
| Nord                | 9       | \| Sud Est Centre Nord \| |
| Total               | 60      | \| Sud Est Centre Nord \| |
| Sud Est Centre Nord |         |                           |

## Organisation

### Présidence

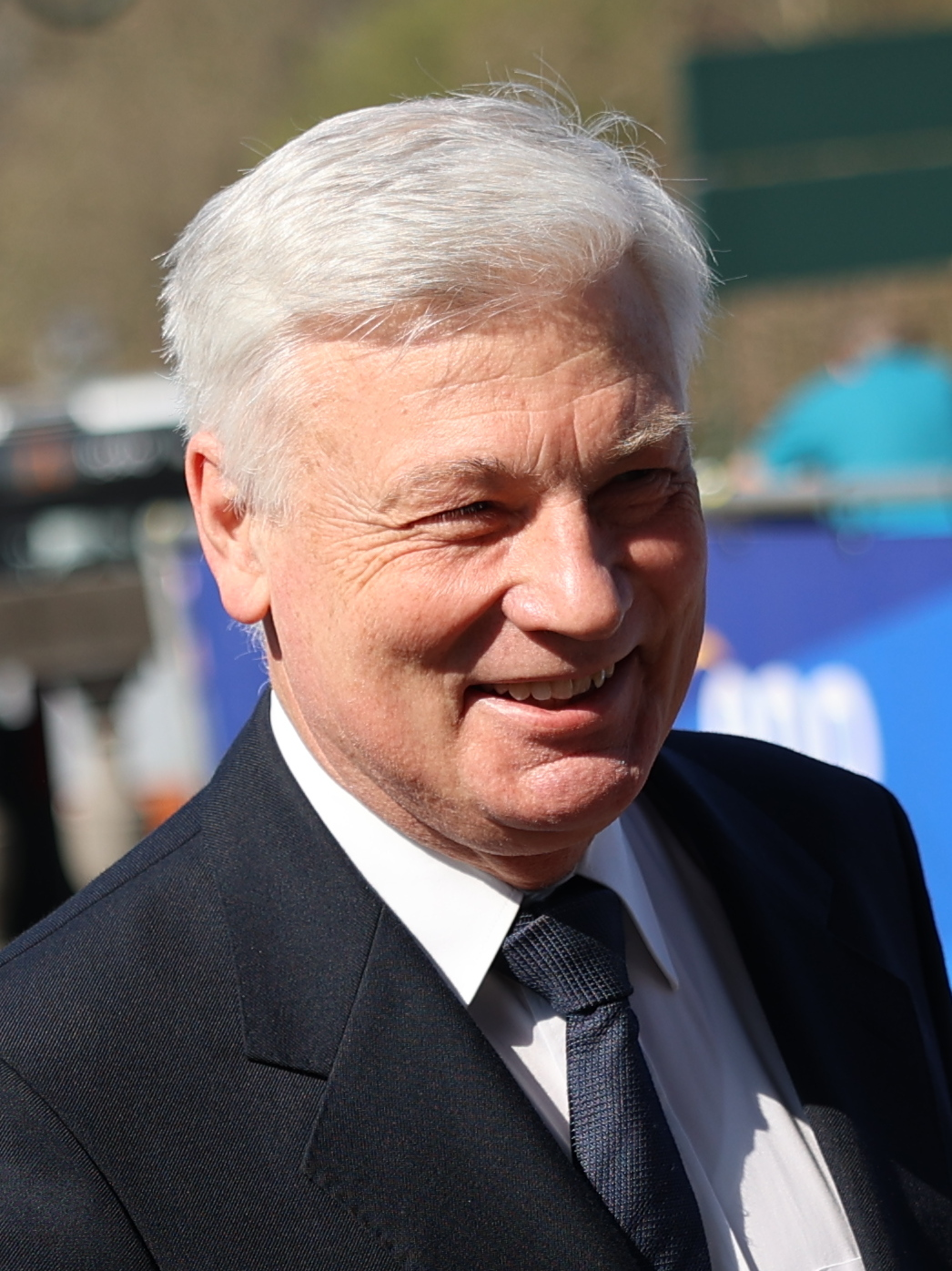
Claude Wiseler en 2022.

Les fonctions liées à la présidence sont exercées par un président et trois vice-présidents.

#### Président
Le président représente la Chambre des députés et en dirige les débats. Il maintient l'ordre, fait observer le règlement intérieur, juge de la recevabilité en la forme des textes, des motions et autres propositions et accorde la parole. Le président prononce les décisions de la Chambre. S'il souhaite participer à une discussion, il doit se faire remplacer à la Présidence.
Le président peut assister, avec voix consultative, aux réunions de toutes les commissions dont il n'est pas membre.
La législature 2023-2028 est présidée par Claude Wiseler.

#### Vice-présidents
En cas d'empêchement du président, ses fonctions sont assurées par un des vice-présidents.

### Bureau
Le bureau représente la Chambre des députés sur le plan national et international. Il décide notamment de la composition de ses délégations, à l'exception de celles qui prennent part aux assemblées internationales. De plus, il s'occupe de la gestion des affaires de la Chambre et prend toutes les décisions relatives à l’organisation et à la discipline du personnel. Il règle les questions financières et d'organisation concernant les députés, le parlement et ses organes. Lors de la dissolution de la Chambre des députés, les membres du Bureau sortant évacuent les affaires courantes jusqu'à la première séance de la nouvelle Chambre.
Le bureau est composé d'un président, de trois vice-présidents et de sept membres au plus. Le secrétaire général fait partie du Bureau, sans toutefois pouvoir participer aux votes.
Si, lors de la nomination du président, des vice-présidents et des membres, le nombre des candidats correspond au nombre de places à pourvoir, les candidats peuvent être proclamés élus. Lorsque ce n'est pas le cas, leur nomination fait l’objet d'une procédure de vote au sein de la Chambre des députés. Un premier tour est organisé selon le principe de la majorité absolue, les bulletins nuls et blancs n’étant pas pris en considération pour la calculer. Il n'y a pas de deuxième tour en ce qui concerne la désignation des membres. En cas d'égalité des suffrages, la nomination se fait par tirage au sort. Pour désigner le président et les vice-présidents, il y a un deuxième tour dans lequel il n’y a qu'une majorité relative. En cas d'égalité des voix, on procède au tirage au sort.

### Députés
La répartition politique des députés siégeant à la Chambre reflète les résultats électoraux, mais leur représentation géographique est prédéterminée : parmi les 60 députés, 23 viennent de la circonscription Sud, 21 de la circonscription Centre, 9 de la circonscription Nord et 7 de la circonscription Est.
Le mandat de député est incompatible avec, notamment, les fonctions de membre du Gouvernement, du Conseil d'État, de la Cour des Comptes, de magistrat de l'ordre judiciaire, avec la qualité de fonctionnaire ou d'employé de l'État ou d'une commune ou encore de militaire.

### Groupes et sensibilités politiques
D'une manière générale, les députés appartiennent à des groupes politiques ou s'y apparentent. Si cela n’est pas le cas, ils peuvent constituer un groupe technique ou simplement exprimer une sensibilité politique. Le bureau de la chambre veille à assurer à ces groupes et députés isolés un cadre de travail approprié.

#### Groupes politiques
Les groupes politiques, comptant au minimum cinq membres, ont certaines prérogatives : ils sont non seulement représentés dans les commissions parlementaires, mais également à la Conférence des Présidents. Ils ont certains avantages en ce qui concerne les temps de parole en séance publique. Le Bureau de la Chambre met à leur disposition les locaux et les installations nécessaires à leur fonctionnement, ainsi que des crédits calculés sur la base de leur représentation proportionnelle à la Chambre. Il leur rembourse aussi les frais relatifs à l'engagement de personnel, jusqu'à un montant déterminé.
Les groupes politiques peuvent accepter que des députés qui n'appartiennent à aucun groupe politique s’apparentent à eux.

#### Groupes techniques
Les députés qui ne sont ni membres d'un groupe politique, ni apparentés à un groupe politique peuvent former un groupe technique. Ils désignent un coordonnateur qui se fait leur porte-parole pour toutes les questions administratives et les représente à la Conférence des Présidents. À l’instar des groupes politiques, les groupes techniques profitent de la mise à disposition des locaux et installations nécessaires à leur fonctionnement, ainsi que de crédits. Ils obtiennent également le remboursement de leurs frais de personnel, selon les mêmes modalités.

#### Sensibilités politiques
Le bureau de la Chambre met à la disposition de chaque député qui ne fait pas partie d'un groupe, un bureau équipé, à proximité de la Chambre. Sur présentation des pièces justificatives, il accorde aussi à chacun le remboursement des frais relatifs à l'engagement de personnel.

### Commissions
Les travaux des commissions représentent une étape incontournable du processus législatif. Ils sont rythmés, notamment, par l'organisation de débats et d’auditions.
Les commissions sont avant tout chargées d'examiner les projets et propositions de loi, les amendements et motions que le président de la Chambre leur renvoie. Elles disposent également du droit de présenter elles-mêmes des propositions et amendements. D'autres missions sont la préparation de débats ou encore l’organisation d'auditions.
Généralement, les commissions fixent elles-mêmes l'ordre du jour de leurs travaux. Ceux-ci consistent en l'examen de projets ou propositions de loi, de projets de directives ou règlements européens et en la rédaction de rapports à ce sujet. Afin de les étayer, les commissions peuvent solliciter l'avis de députés européens et de personnes ou d'organismes extraparlementaires. En cas de votes, leur validité requiert la présence de la majorité des membres de la commission. Un procès-verbal est dressé sur chaque réunion de commission, il doit être approuvé au début de la prochaine réunion.
La Chambre fonctionne avec des commissions réglementaires et des commissions permanentes. Les commissions parlementaires doivent être composées de cinq membres au minimum et de quinze membres au maximum. En règle générale, chaque commission a un président et deux vice-présidents.